# Щ
Щ (gemen: щ) är en bokstav i det kyrilliska alfabetet. På ryska uttalas den som ett utdraget tje-ljud. I äldre ryska stod den för sje-ljud + t + tje-ljud, till exempel som i uppsvenskt uttal av det svenska ordet "borsttjuv". Vid transkribering av ryska skriver man sjtj i svensk text och [ʃʲ] i IPA. Vid translitteration till latinska bokstäver enligt ISO 9 motsvaras bokstaven av ŝ (s med cirkumflex).

## Teckenkoder i datorsammanhang
| Teckenkoder        | Versal: Щ                     | Gemen: щ                    |
| ------------------ | ----------------------------- | --------------------------- |
| Namn (Unicode)     | CYRILLIC CAPITAL LETTER SHCHA | CYRILLIC SMALL LETTER SHCHA |
| Kodpunkt (Unicode) | U+0429                        | U+0449                      |
| HTML               | &#1065;                       | &#1097;                     |